# 가요세상
《진문진 교무의 가요세상》은 WBS 원음방송(수도권 FM 89.7㎒)에서 평일 오후 2시부터 오후 4시까지 방송되는 트로트 전문 라디오 프로그램이며, DJ는 조은형이다.

## 역대 방송시간
| 방송 채널    | 방송 기간                          | 방송 시간                  |
| ------------ | ---------------------------------- | -------------------------- |
| WBS 원음방송 | 2001년 9월 12일 ~ 2005년 4월 3일   | 매일 오후 2:00 ~ 오후 4:00 |
| WBS 원음방송 | 2005년 4월 4일 ~ 2005년 9월 4일    | 매일 오후 2:05 ~ 오후 4:00 |
| WBS 원음방송 | 2005년 9월 5일 ~ 2006년 3월 26일   | 매일 오후 2:05 ~ 오후 3:00 |
| WBS 원음방송 | 2006년 3월 27일 ~ 2010년 10월 24일 | 매일 밤 10:00 ~ 밤 12:00   |
| WBS 원음방송 | 2010년 10월 25일 ~ 2016년 5월 1일  | 매일 밤 10:00 ~ 밤 11:50   |
| WBS 원음방송 | 2016년 5월 2일 ~ 현재              | 평일 오후 2:00 ~ 오후 4:00 |

## 역대 DJ
- 2001년 9월 12일 ~ 2005년 9월 4일 : 조은형 (1차)
- 2005년 9월 5일 ~ 2006년 3월 26일 : 한혜진
- 2006년 3월 27일 ~ 2024년 12월 31일 : 조은형 (2차)
- 2025년 1월 1일 ~ 현재 : 진문진 교무

## 코너

### 매일 코너
- 조은세상칼럼
- 노래노래 차차차
- 장르이탈 (트로트가 아닌 다른 장르의 곡을 들어보는 코너)
- 생각하는 이야기

### 요일별 코너
- 월요일 : 신청곡을 받습니다
- 화요일 : 전화노래자랑
- 수요일 : 희망歌 좋은歌
- 목요일 : 라이브 카페
- 금요일 : 나의 삶 나의 노래